# Propriedade Industrial (Abbasabad)
Propriedade Industrial  (em persa: شهرك صنعتي – Shahrak-e Şanʿatī) é uma aldeia e cidade/de empresa localizada no distrito rural de Kelarabad, no condado de Abbasabad, da província de Mazandaran, Irã.
No censo de 2006, sua população era de 41 habitantes, em 13 famílias.